# Monti Kisiliach

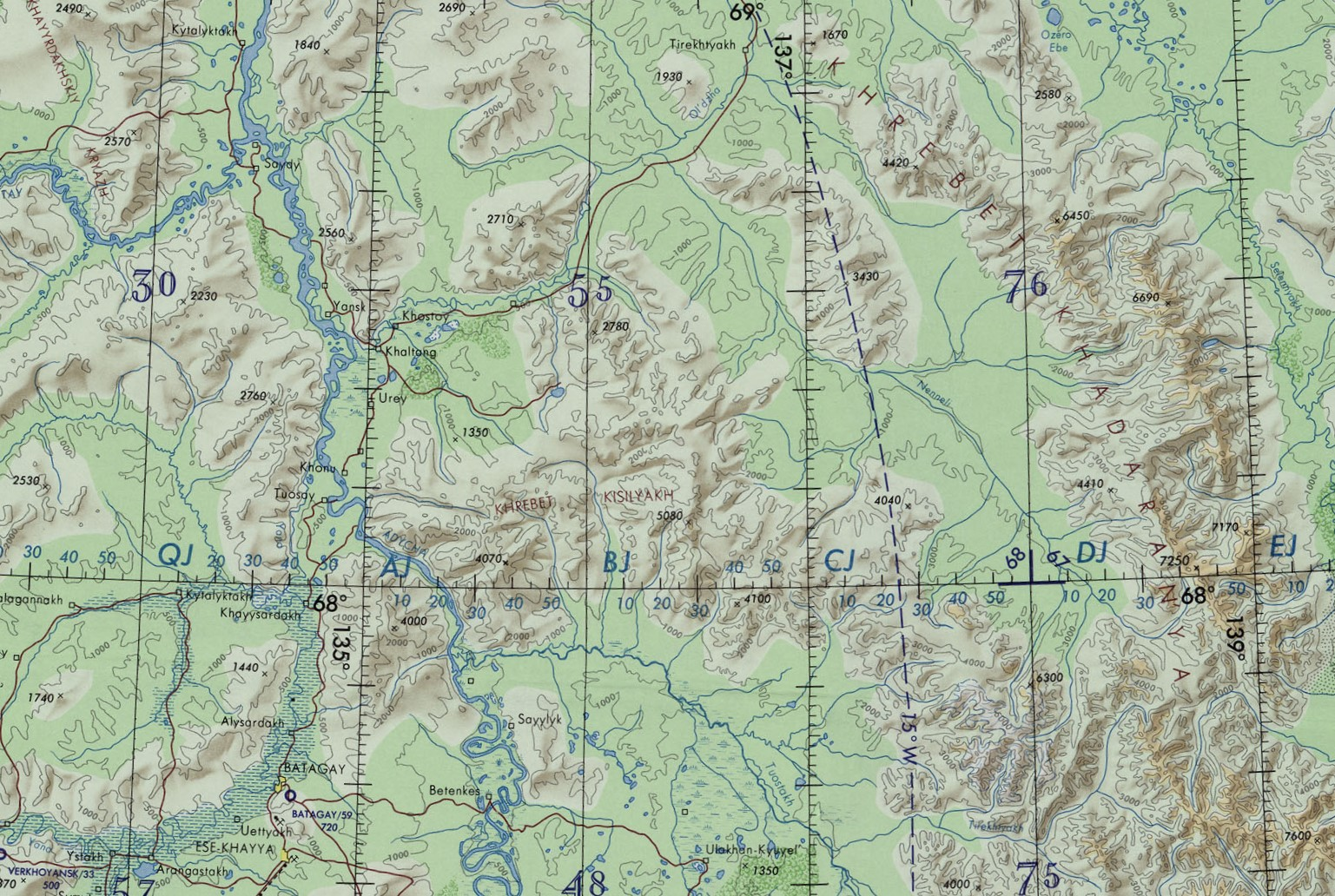
Mappa dei Monti Kisiliach

I Monti Kisiliach o Kisiliachskij (in russo Кисилях хребет o Кисиляхский хребет?; in lingua sacha: Киһилээх) sono una catena montuosa che fa parte del sistema dei Monti Čerskij e si trova nel territorio della Sacha (Jacuzia), in Russia. 
I monti prendono il nome dalle formazioni rocciose dette kisiljach, tipiche dell'area, e che si trovano anche in altre zone della repubblica Sacha.
La catena sorge all'estremità nord-orientale del sistema dei Čerskij. Descrive un arco da ovest (dal fiume Adyča) a est per circa 80 chilometri. A est confina con la cresta dei monti Kurundja. I monti Kisiliach sono montagne di media altezza e la cresta è una delle più piccole del sistema. La vetta più alta è di 1 548 metri di altezza.